# AJ Arcuri
AJ Arcuri (Powell, Ohio, 13 de agosto de 1997) es un jugador profesional estadounidense de fútbol americano que se desempeña en la posición de offensive tackle en Los Angeles Rams, equipo de la National Football League (NFL).

## Carrera
Fue seleccionado en la séptima ronda en la Reunión Anual de Selección de Jugadores de la NFL de 2022. Hizo su debut profesional con el equipo Los Angeles Rams, donde lleva jugando dos temporadas.